# Lešek Boubela
Lešek Boubela (Bolzano, 7 aprile 1910 – Potts Point, 18 ottobre 1989) è stato un pallanuotista cecoslovacco che ha partecipato ai Giochi di Berlino 1936.